# Anton Pihlström

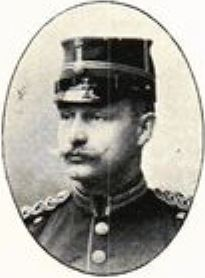
Anton Pihlström.

Claes Anton Herbert Pihlström, född 30 juni 1862 i Voxna socken, Gävleborgs län, död 7 november 1902 i Falun, var en svensk militärhistoriker. 
Pihlström blev 1881 underlöjtnant och 1901 kapten vid Dalregementet. Han författade Kungl. Dalregementets historia (fem avdelningar, omfattande tiden 1542–1815; 1902–1911, från andra avdelningen utgiven av Carl Westerlund).